# South Frontenac
South Frontenac es un municipio canadiense situado en la provincia de Ontario.

## Superficie
South Frontenac tiene una superficie de 948,05 km².

## Demografía
En 2021, tenía 20 188 habitantes, una densidad poblacional de 21,3 hab./km², y 9503 viviendas.